# Nymphalinae
Sous-famille
Les Nymphalinae constituent une sous-famille de lépidoptères (papillons) de la famille des Nymphalidae.

## Caractéristique
Ce sont des papillons moyens à grands voire très grands, très colorés et ornementés.

## Systématique
Cette sous-famille a été décrite par Constantine Samuel Rafinesque en 1815.

### Liste des tribus
Selon Tree of Life Web Project (17 février 2018) :
- Coeini Scudder, 1893
- Junoniini Reuter, 1896
- Kallimini Doherty, 1886
- Melitaeini Newman, 1870
- Nymphalini Rafinesque, 1815
- Victorinini Scudder, 1893

- Genres de tribus incertaines :
  - Rhinopalpa C. & R. Felder, 1860
  - Kallimoides Shirôzu et Nakanishi, 1984
  - Vanessula Dewitz, 1887

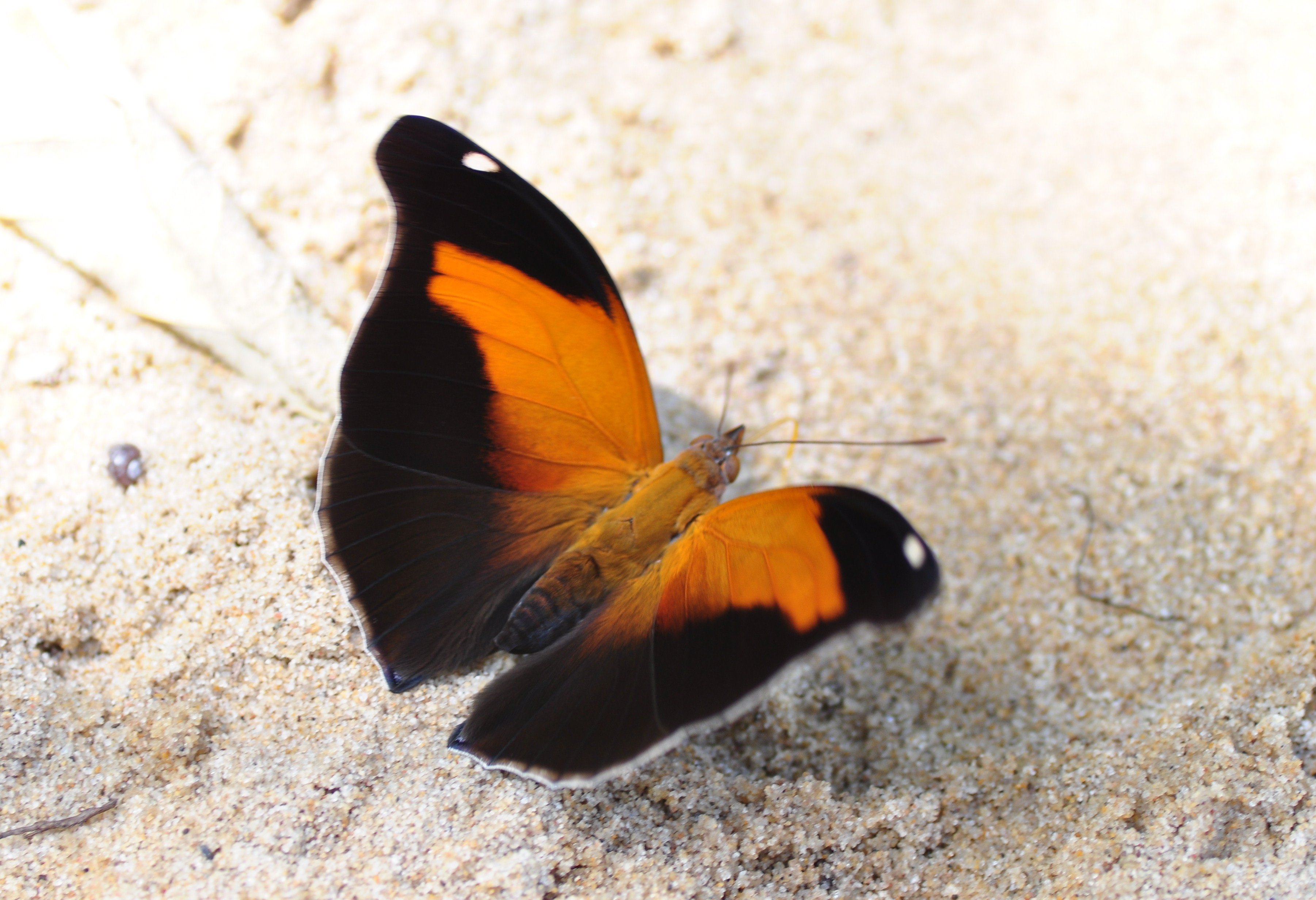
Coeini Historis odius
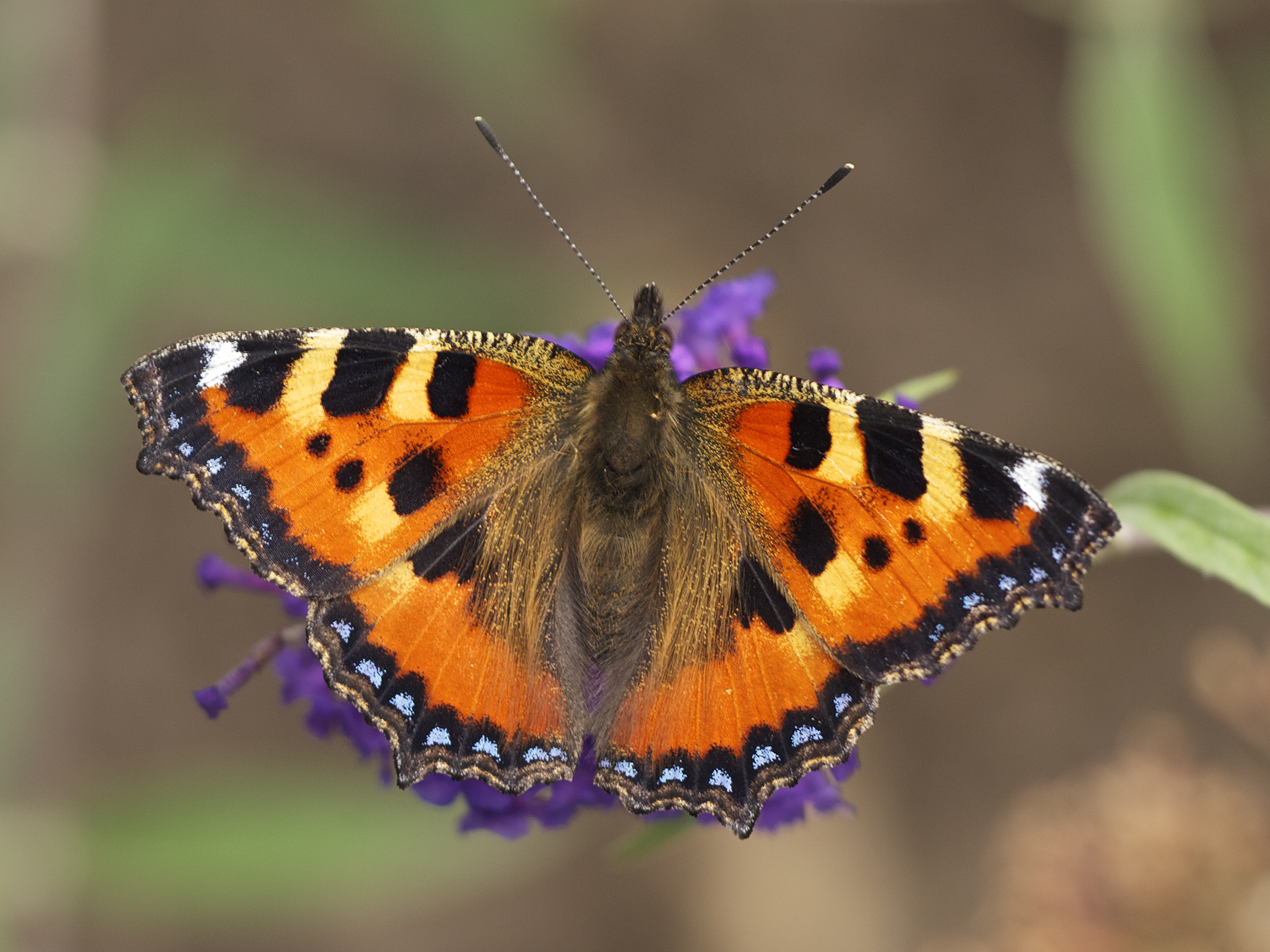
Nymphalini Aglais urticae
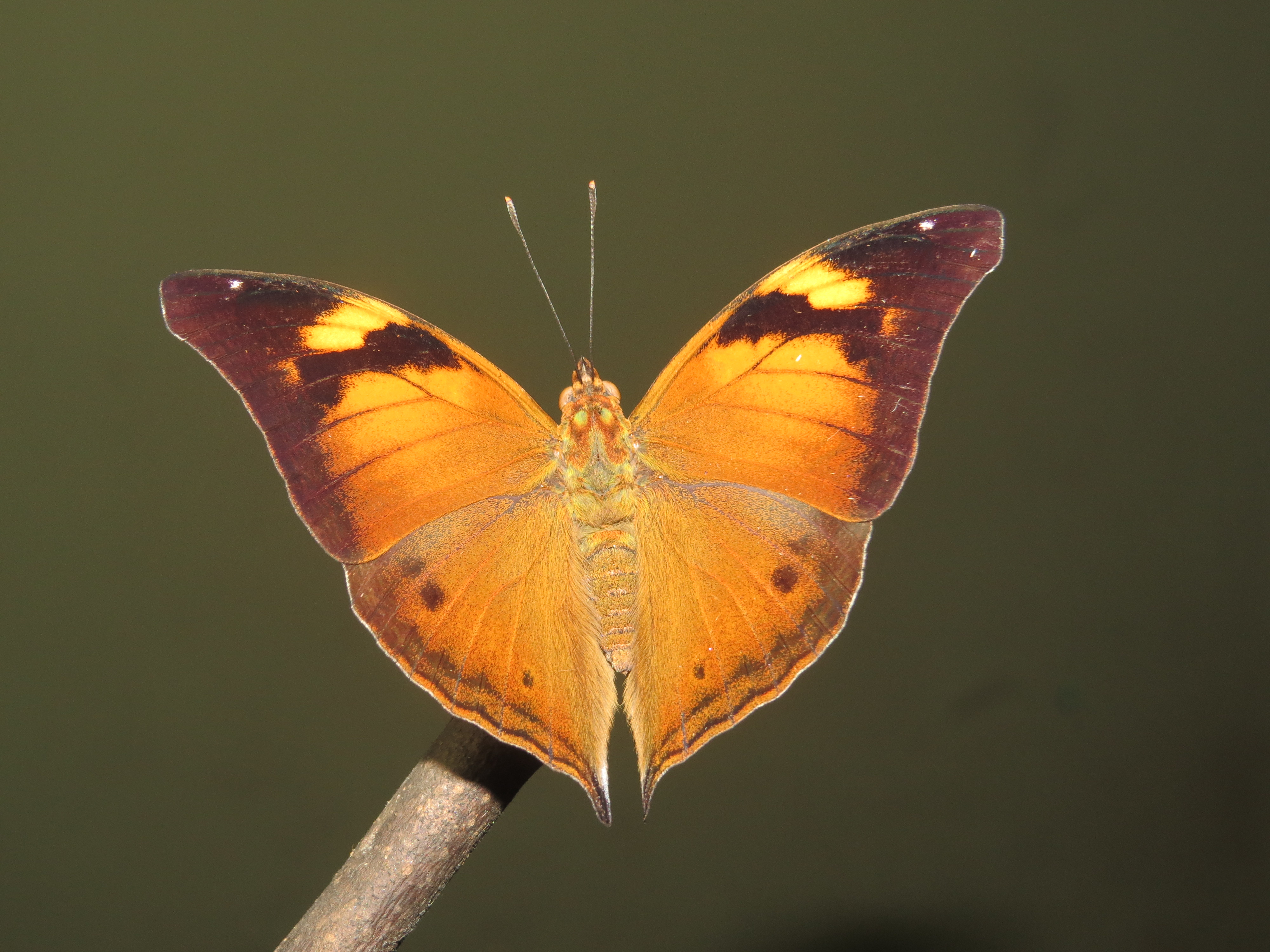
Kallimini Doleschallia bisaltide
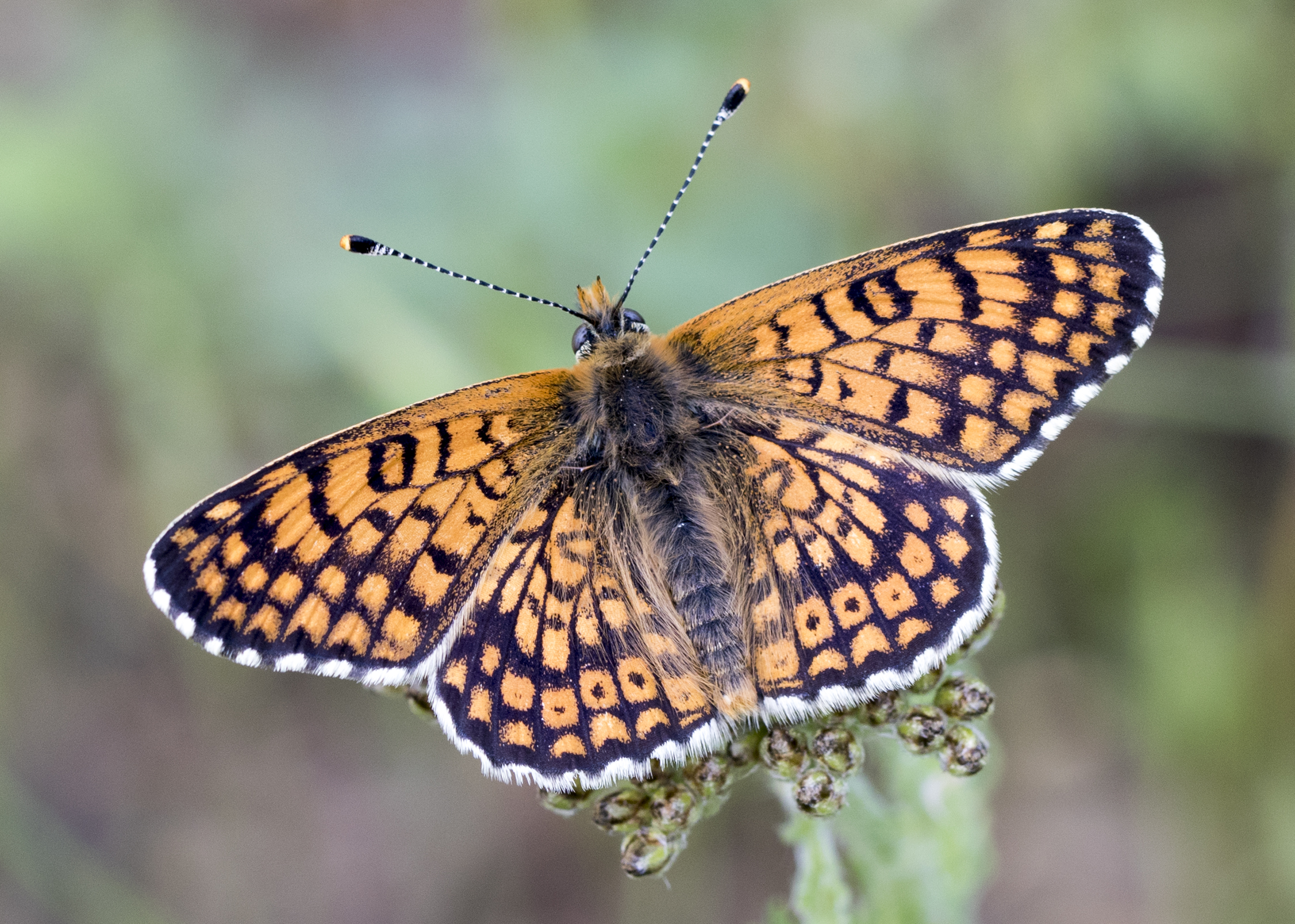
Melitaeini Melitaea cinxia
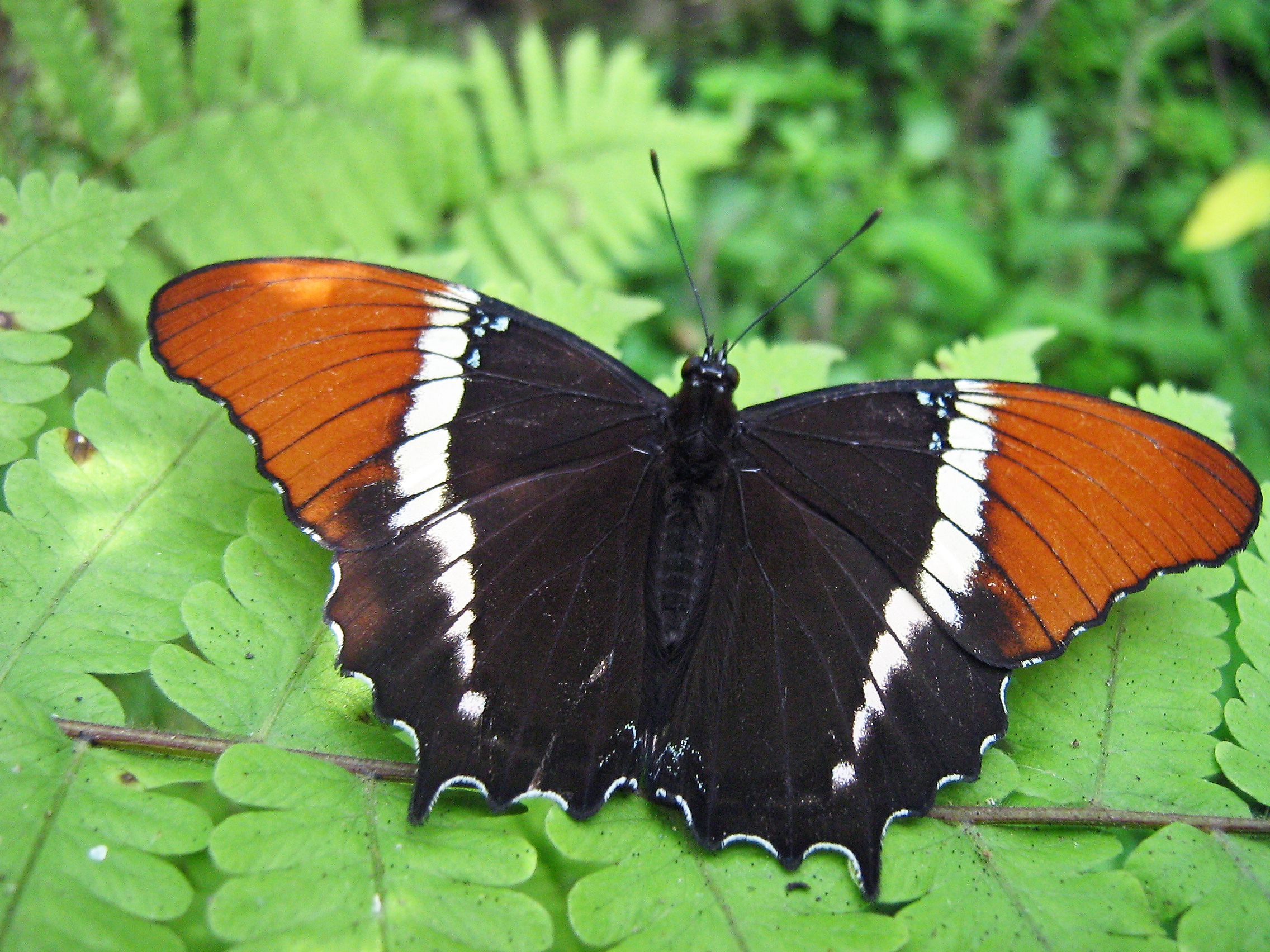
Victorinini Siproeta epaphus
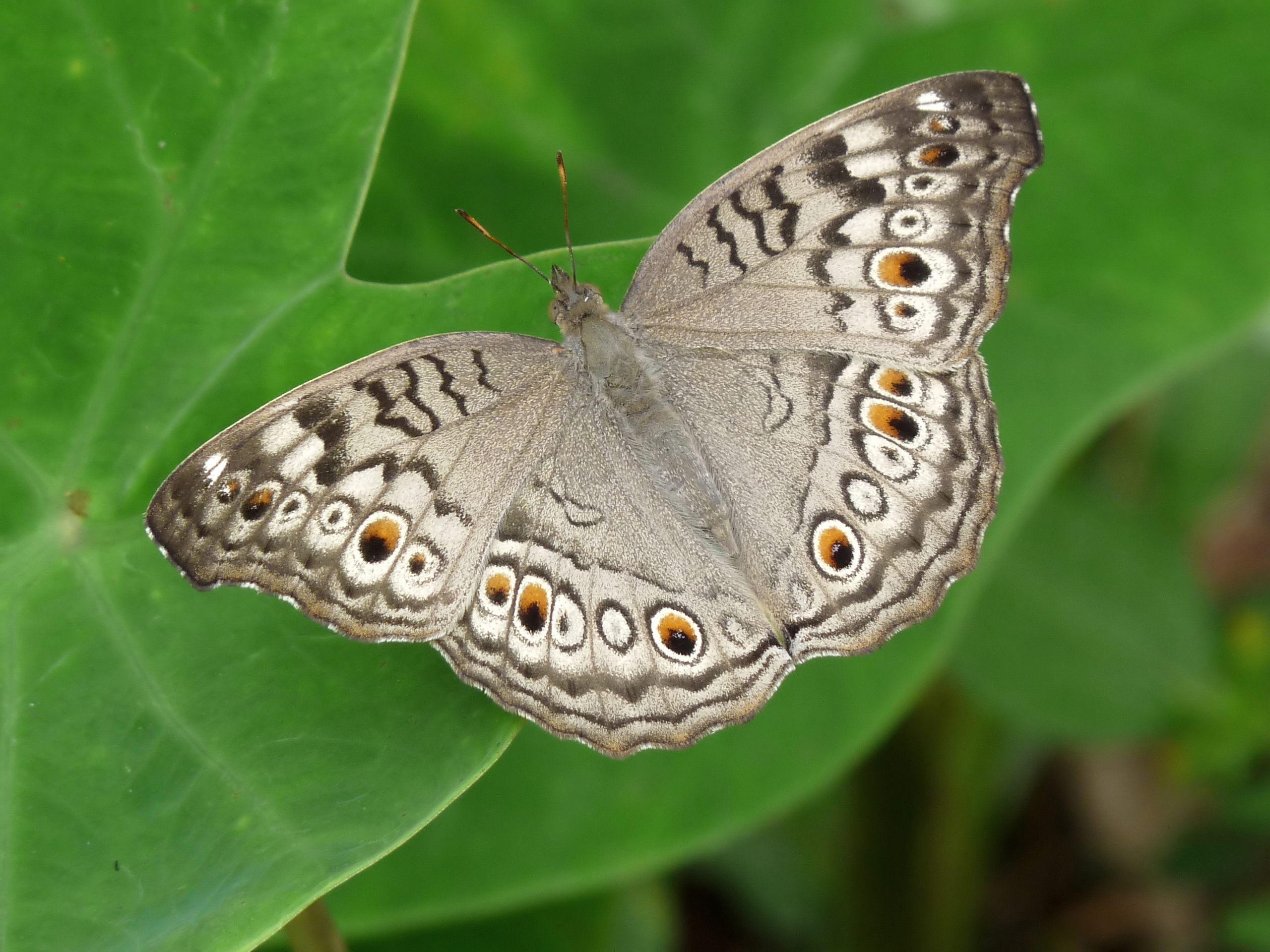
Junoniini Junonia atlites